# Strażnica Straży Granicznej w Huwnikach
Strażnica Straży Granicznej w Huwnikach – zlikwidowana graniczna jednostka organizacyjna Straży Granicznej realizująca zadania bezpośrednio w ochronie granicy państwowej z Ukrainą.

## Formowanie i zmiany organizacyjne
11 lipca 2002 , Strażnica Straży Granicznej w Huwnikach (Strażnica SG w Huwnikach) została włączona do systemu ochrony granicy państwowej w strukturach Bieszczadzkiego Oddziału Straży Granicznej w Przemyślu . 
W 2002, strażnica miała status strażnicy SG I kategorii.
Jako Strażnica Straży Granicznej w Huwnikach funkcjonowała do 23 sierpnia 2005 i 24 sierpnia 2005 Ustawą z 22 kwietnia 2005 O zmianie ustawy o Straży Granicznej... została przekształcona na Placówkę Straży Granicznej w Huwnikach (PSG w Huwnikach) .

## Sąsiednie strażnice
- Strażnica SG w Hermanowicach ⇔ Strażnica SG w Wojtkowej – 11 lipca 2002[1] .

## Komendant strażnicy
- Krzysztof Dyl (2002–23.08.2005)[3].